# Księstwo Akwitanii
Księstwo Akwitanii (fr. Duché d'Aquitaine) – średniowieczne księstwo w południowo-zachodniej Francji, jedno z największych i najbardziej znaczących księstw francuskich, istniejące od VII do VIII wieku i ponownie od końca IX wieku do połowy XV wieku.
Stanowiąc początkowo część królestwa frankijskiego, księstwo usamodzielniło się w drugiej połowie VII wieku. W 768 roku zostało przez Pepina Krótkiego ponownie wcielone do państwa Franków. W latach 781–877 istniało Królestwo Akwitanii, ustanowione przez Karola Wielkiego i podporządkowane królestwu frankijskiemu; władali w nim członkowie dynastii Karolingów.
Przesłankę do odrodzenia Księstwa Akwitanii stanowił upadek Imperium Karolińskiego – zostało odtworzone w drugiej połowie IX wieku przez hrabiów Poitiers, w których rękach pozostawało ono do XII wieku. W 1137 roku, w rezultacie małżeństwa księżnej Eleonory Akwitańskiej z Ludwikiem, następcą tronu Francji (który objął w tym samym roku jako Ludwik VII), księstwo podporządkowane zostało monarchii francuskiej. Po ich rozwodzie w 1152 roku i drugim małżeństwie Eleonory, tym razem z Henrykiem, przyszłym królem Anglii (jako Henryk II), przeszło pod kontrolę angielską.
W szczytowym okresie Księstwo Akwitanii rozciągało się od Loary na północy po Pireneje na południu. W jego skład wchodziły hrabstwa Agenais, Angoumois, Aunis, Berry, Bordelais, Limousin, Marche, Owernia, Périgord, Poitou, Quercy, Rouergue, Saintonge i Uzerches. Za sprawą podbojów francuskich w XII i XIII wieku, jego granice skurczyły się zasadniczo do obszaru Gaskonii. Kolejni królowie angielscy, jako książęta Akwitanii, zobowiązani byli do składania hołdu lennego królom Francji. Spór angielsko-francuski o kontrolę nad terytorium Akwitanii przyczynił się do wybuchu wojny stuletniej (XIV–XV w.). W 1453 roku księstwo ostatecznie podbite zostało przez Karola VII, po czym wcielone do Królestwa Francji jako prowincja Akwitania.

Francja w 987 r., Księstwo Akwitanii zaznaczone kolorem ciemnoczerwonym
Francja w 1154 r., kolorem czerwonym zaznaczone posiadłości angielskie, w tym Księstwo Akwitanii z podziałem na hrabstwa